# Ernest Delève
Ernest Élie Joseph Maurice Delève est  un poète belge d'expression française, né le 13 octobre 1907 à Ixelles et mort le 14 août 1969 à Ransart.

## Œuvres
- La Belle journée, 1953
- Pura Seta, 1959
- Je vous salue chéries, 1961